# Mündliche Überlieferung
Mündliche Überlieferung oder Oralität bezeichnet die erzählende Weitergabe und Schaffung von geschichtlichen, gesellschaftlichen und religiösen Informationen – insbesondere in Form von Geschichten, Sagen, Mythen und Traditionen. Sie spielt in allen Kulturkreisen eine große Rolle, insbesondere in jenen, die keine oder erst in Ansätzen eine schriftliche Überlieferung (Schriftlichkeit bzw. Literalität) kennen. Das Fehlen der in einer Kultur verankerten Lese- bzw. Schreibfähigkeit wird als Illiteralität bezeichnet. Mündliche Überlieferungen können ein Kulturgut sein.

## Erinnern im Stadium totaler Schriftlosigkeit
Der Satz: „Du weißt, was du im Gedächtnis trägst“ ist ein Schlüsselsatz, um die Methoden des Erinnerns und des Wissens in einer primären oralen Kultur zu beschreiben. Walter J. Ong unterscheidet hier klar die primären oralen Kulturen von der sekundären Oralität, die sich in der heutigen Zeit durch Radio, Fernsehen und Telefon entwickelt hat. Völker, die gänzlich ohne das geschriebene Wort auskommen und deren Erinnerungen und Gedächtnis aus rein oralen Strukturen bestehen, sind solche einer primären Oralität. Schriftliche Kulturen führen das organisierte Wissen fast ausschließlich aus Schriften herbei, während orale Völker nur das wissen, was sie im Gedächtnis tragen. Aber wie konservieren sie dieses Wissen?
Im Stadium totaler Schriftlosigkeit gibt es kaum Möglichkeiten, den gleichen Gedankengang noch einmal zu produzieren oder eine komplizierte Erklärung im selben Wortlaut noch einmal entstehen zu lassen. Der Gesprächspartner ist deshalb sehr wichtig, um Wissen zu teilen und sich sein Wissen auch bewusst zu machen.
Schon Sokrates hat in Platons Dialog Phaidros den Wertverlust der Kommunikation beklagt, der durch die Schriftlichkeit aufgekommen ist.
„Denn dies Bedenkliche, Phaidros, haftet doch an der Schrift, und darin gleicht sie in Wahrheit der Malerei. Auch deren Werke stehen doch da wie lebendige, wenn du sie aber fragst, um das Gesagte zu begreifen, so zeigen sie immer nur ein und dasselbe an. Jede Rede aber, wenn sie nur einmal geschrieben, treibt sich allerorts umher, gleicherweise bei denen, die sie verstehen, wie auch bei denen, für die sie nicht passt […].“

### Mnemotechniken
Um sicherzustellen, dass mündliche Formen der Überlieferung die Zeiten überdauern, hat man verschiedene Methoden verwendet. Oft werden wichtige Erzählungen in Rituale eingebaut, die sich dann wegen ihrer nonverbalen Inhalte den Beteiligten besonders ins Gedächtnis einprägen. Ein bekanntes Beispiel ist die jährliche Verlesung der Weihnachtsgeschichte in vielen Familien und im Gottesdienst – und ihre Verstärkung durch das Nachspielen der Kinder – die sich auch in „Hirtenspielen“ oder in unzähligen Volksliedern dokumentiert.
Um für Erinnerungen leicht memorierbare Bilder zu schaffen, wurden sogenannte Mnemotechniken verwendet, die das Erinnern erleichterten. Wiederholungen, Antithesen, Alliterationen, Assonanzen oder andere formelhaftige Ausdrücke, sowie Sprichwörter und Reime bildeten Hilfestellungen, um sich Wissen einzuverleiben und wiedergeben zu können. Das menschliche Gedächtnis ist jedoch begrenzt, darum übten sich primär orale Völker auch in Homöostase. Die Realität bewahrt dabei ihr Gleichgewicht, indem sie für die Gegenwart nicht relevantes Wissen wieder ausscheidet.

### Strukturelle Amnesie
Die Wissenschaftler Jack Goody und Ian Watt beobachteten diese strukturelle Amnesie bei dem Volk der Gondsha in Ghana.
„Um die Jahrhundertwende von den Briten angefertigte Niederschriften beweisen, dass die mündliche Tradition der Gondsha damals dem Begründer des Gondsha-Staates, Ndewura Jakpa, sieben Söhne zubilligte, von denen ein jeder Herrscher über einen der sieben Distrikte des Landes war. Als die Mythen des Staates sechzig Jahre später erneut aufgezeichnet wurden, waren zwei der sieben Distrikte verschwunden, einer durch Eingliederung, der andere durch eine Grenzlinienveränderung. Diese späten Mythen berichteten lediglich von fünf Söhnen des Ndewura Jakpa […]. […] der Teil der Vergangenheit, der keinen unmittelbar erkennbaren Bezug zur Gegenwart hatte, war schlichtweg vergessen worden.“ Der Bezug zu Erinnern und Vergessen findet in einer anderen Art und Weise statt. Wichtig zu Erinnern war das, was auch zur Gegenwart einen Bezug hatte. Ansonsten wurde es sofort wieder gelöscht.
Brockmeier weist zudem auf den Zusammenhang zwischen individuellem und gesellschaftlichem Vergessen als ein Problem der strukturellen Amnesie hin, weil die gesellschaftlichen Rahmenbedingungen auch die individuellen Formen des Vergessens beeinflussen. Dies ist z. B. auch ein Problem des Holocausts, in dem viele national-jüdische Traditionslinien unterbrochen wurden, während die Initiativen des Staates Israel vor allem die zionistischen Traditionen begünstigten.